# Ulrico da Dinamarca
O príncipe Ulrico da Dinamarca (2 de Fevereiro de 1611 - 12 de Agosto de 1633), foi um filho do rei Cristiano IV da Dinamarca e da sua primeira esposa, a marquesa Ana Catarina de Brandemburgo. Como era o quarto filho do rei, tinha apenas o título de duque de Schleswig-Holstein, Stormarn e Ditmarch. Mesmo apesar dos títulos, não tinha qualquer poder em Schleswig-Holstein que era governado pelos chefes da Casa de Oldemburgo e o seu ramo menor de Holstein-Gottorp. Em 1624, Ulrico foi nomeado administrador do principado-bispado de Schwerin, passando a ser reconhecido como Ulrico III. Contudo, em 1628, Wallenstein conquistou Schwerin e depô-lo. O seu pai foi forçado a renunciar a todas as pretensões da família neste território em 1628. Quando em 1631, as forças suecas conseguiram reconquistar o principado-bispado, Ulrico não foi escolhido para seu administrador.

## Família
Ulrico foi o último filho do primeiro casamento do rei Cristiano IV da Dinamarca com a marquesa Ana Catarina de Brandemburgo. Entre os seus irmãos estava o rei Frederico III da Dinamarca. Os seus avós paternos eram o rei Frederico II da Dinamarca e a duquesa Sofia de Mecklemburgo-Güstrow. Os seus avós maternos eram o príncipe-eleitor Joaquim III Frederico de Brandemburgo e a marquesa Catarina de Brandemburgo-Küstrin.

## Carreira Eclesiástica
Desde 1617 que Niels Frandsen, reitor de Roskilde, tornou-se professor do duque Ulrico. Alguns anos depois, Cristiano IV exerceu a sua influência para garantir prebendários em principados-bispados luteranos dentro do Sacro-Império aos seus dois filhos mais novos.
Em 1622, Ulrico recebeu um cabido na Catedral de Bremen onde o seu irmão Frederico tinha sido nomeado coadjutor em Setembro de 1621. No mesmo ano, Ulrico foi eleito coadjutor do principado-bispado de Schwerin, onde o seu tio com o mesmo nome prestava serviço como administrador Ulrico II. Também havia um plano para que ficasse com o principado-bispado de Commin, mas falhou.
Quando Frederico, que também se tinha tornado coadjutor de Verder em Novembro de 1621, passou a ser o administrador desse principado-bispado, Ulrico foi com ele. Quando o seu tio Ulrico II morreu subitamente em 1624, Ulrico e a sua avó, a duquesa Sofia de Mecklemburgo-Güstrow estiveram presentes no seu funeral e no enterro na Igreja Congregada de Santa Maria, João e Isabel da Hungria em Bützow, a 24 de Maio de 1624 e conseguiram com sucesso fazer com que ele o sucedesse como Ulrico III de Schwerin. Contudo, devido ao facto de ainda ser muito novo (tinha na altura 13 anos), foi também nomeada uma comissão para controlar a administração.
Depois, Ulrico desapropriou a sua tia, Catarina de Hahn-Hinrichshagen, a viúva do seu tio Ulrico II a quem tinha anteriormente entregue uma mansão e as propriedades de Zibühl como parte da sua compensação de viuvez. Não tendo poder para contestar a decisão na altura, a sua tia anuiu na altura. Contudo, a 16 de Dezembro de 1628, depois de Wallenstein ter conquistado o principado-bispado, a sua tia processou-o no tribunal ducal e no tribunal de terras de Mecklemburgo, mas devido à Guerra dos Trinta Anos, nunca houve um veredicto.
Entretanto, Ulrico entrou na Academia de Sorø e, em 1627, recebeu um feudo que incluía a antiga mansão de Schleswig-Holstein e as propriedades com todos os seus benefícios que também pertenciam ao seu tio sem ser, no entanto, nomeado bispo de Schleswig. No mesmo ano deixou o ducado para uma viagem à Holanda e à França da qual regressou na primavera de 1628.
Pouco depois, no mesmo ano, Ulrico foi para a guerra, prestando serviço no exército do rei Gustavo II Adolfo da Suécia durante a invasão do ducado da Prússia durante a Guerra Polaco-Sueca de 1626-1629. Conseguiu impressionar Gustavo Adolfo antes de regressar à Dinamarca em Novembro de 1628. Entretanto, as tropas da Liga Católica sob o comando de Albrecht von Wallenstein tinham conquistado a maior parte da Jutlândia, forçando o rei Cristiano IV a assinar o Tratado de Lübeck a 22 de Maio de 1629 que, entre outras coisas, exigia que os seus filhos renunciassem das suas posições episcopais. Assim, Ulrico perdeu todas as suas posses em Schwerin.

## Carreira Militar
O rei Carlos I da Grã-Bretanha enviou mercenários ingleses e escoceses para apoiar o pai de Ulrico que ficaram instalados a oeste de Schleswig. Em Junho de 1629, Ulrico teve a tarefa de garantir que eles chegavam a casa em segurança a partir do Mar do Norte. A partir daí, Ulrico viajou através de Glückstadt para a Holanda, tendo lutado sob o comando do príncipe Frederico Henrique de Orange durante o cerco de 's-Hertogenbosch até este se render a 14 de Setembro de 1629. Depois regressou à Dinamarca. Em Abril de 1630, acompanhou o seu pai na sua campanha militar contra Hamburgo, onde se viu em perigo de morte.
Ao mesmo tempo, Cristiano IV tentou uma reaproximação ao imperador Fernando II e a Wallenstein para poder recuperar Schwerin e Verden para os seus filhos depostos. Para o conseguir, Ulrico participou no Regensburg Diet dos príncipes-eleitores de Julho a Novembro de 1630 onde conferenciou com o arquiduque Leopoldo V da Áustria, irmão do imperador Fernando II, e com Wallenstein, contudo foi tudo em vão. Os príncipes-eleitores temiam que estas posições fossem demasiado fortes para o imperador, por isso dispensaram Wallenstein e suspenderam o édito de restituição que dava poder ao imperador católico de restituir propriedade e possessões eclesiásticas que pertencessem a luteranos à igreja católica.
Ulrico viajou depois através da Holanda até Inglaterra onde visitou o seu primo Carlos I e o persuadiu a pagar-lhe uma pensão anual. Passou o inverno de 1630/31 na Dinamarca, mas partiu para a Alemanha ainda antes da primavera para ajudar os governantes de Brandemburgo e da Saxónia numa guerra.
Entretanto, as tropas suecas luteranas tinham conquistado o principado-bispado de Schwerin e Ulrico tinha esperanças de recuperar o seu reino de Gustavo Adolfo. Para o conseguir, chegou mesmo a considerar casar-se com a princesa Cristina da Suécia, mas mesmo apesar de todas as suas tentativas e de novas negociações levadas a cabo pelo seu pai, o sacro-imperador e Wallenstein continuaram a não aceitar a restituição de Ulrico.
Cansado de viajar, Ulrico conseguiu obter permissão do pai para se alistar no exército da Saxónia. Em Fevereiro de 1632, partiu para a corte do príncipe-eleitor João Jorge I da Saxônia, mas não gostou da corte de Dresden, onde as pessoas se preocupavam mais em viver uma boa vida do que com a guerra que se travava, por isso ficou satisfeito quando voltou a partir para uma campanha militar como coronel do exército saxão em Março de 1632. Pouco depois subiu à posição de general de artilharia.
Na Dinamarca, Ulrico contratou um grupo de couraceiros que seriam comandados por si e, no verão, juntou-se ao exército saxão sob o comando de Hans Georg von Arnim-Boitzenburg para uma campanha militar na Silésia. Provavelmente participou na conquista de Groß-Glogau e permaneceu em Neiße durante o resto do ano. Foi aí que descobriu o globo celestial de Tycho Brahe num colégio jesuíta e enviou-o para a Dinamarca como troféu de guerra. Depois de um inverno calmo em 1632-33, as batalhas recomeçaram em Janeiro e Ulrico teve a sua oportunidade de mostrar o seu talento.
Ao mesmo tempo, o seu plano para se casar com a princesa Cristina voltou a ser falado, mas foi rejeitado por Axel Oxenstierna, visto que o interesse de Ulrico se centrava principalmente na recuperação do seu principado-bispado. Em Maio de 1633, Wallenstein foi renomeado para comandar o exército imperial. As suas tentativas para negociar com o inimigo (os protestantes) deram origem a armistícios e, durante um deles, Ulrico encontrou-se com ele. Durante o esforço de guerra, interrompendo novamente as negociações, Ulrico voltou a sair-se muito bem, impingindo uma dura derrota aos cavaleiros imperiais da Croácia. Depois disso voltaram as negociações de paz de ambos os lados e Ulrico participou nelas.
Durante uma das reuniões para negociar a paz, a 11 de Agosto de 1633, em Schweidnitz, Ulrico foi ferido mortalmente por um tiro disparado por um cavaleiro imperial e morreu na noite seguinte. O seu corpo foi primeiro levado para Liegnitz e depois para Dresden onde ficou até à primavera de 1634. Depois de um funeral, foi levado para Copenhaga onde foi enterrado na Igreja de Nossa Senhora, mas seria ainda transladado em 1642 para a Catedral de Roskilde.

## Personalidade
Além da sua bravura, Ulrico tinha um grande conhecimento de línguas e literatura e algum talento para o desenho, a pintura, música e para recitar poemas. Principalmente durante o seu último ano de idade, conviveu bastante com o poeta Martin Opitz que, na altura, era considerado o maior poeta da língua alemã. Em 1631, Ulrico tinha já publicado uma pequena obra satírica intitulada "Strigelis vitiorum" (Ralhar com os Vícios), onde criticava principalmente aqueles que bebiam de mais.